# Cranz–Memel–Linie

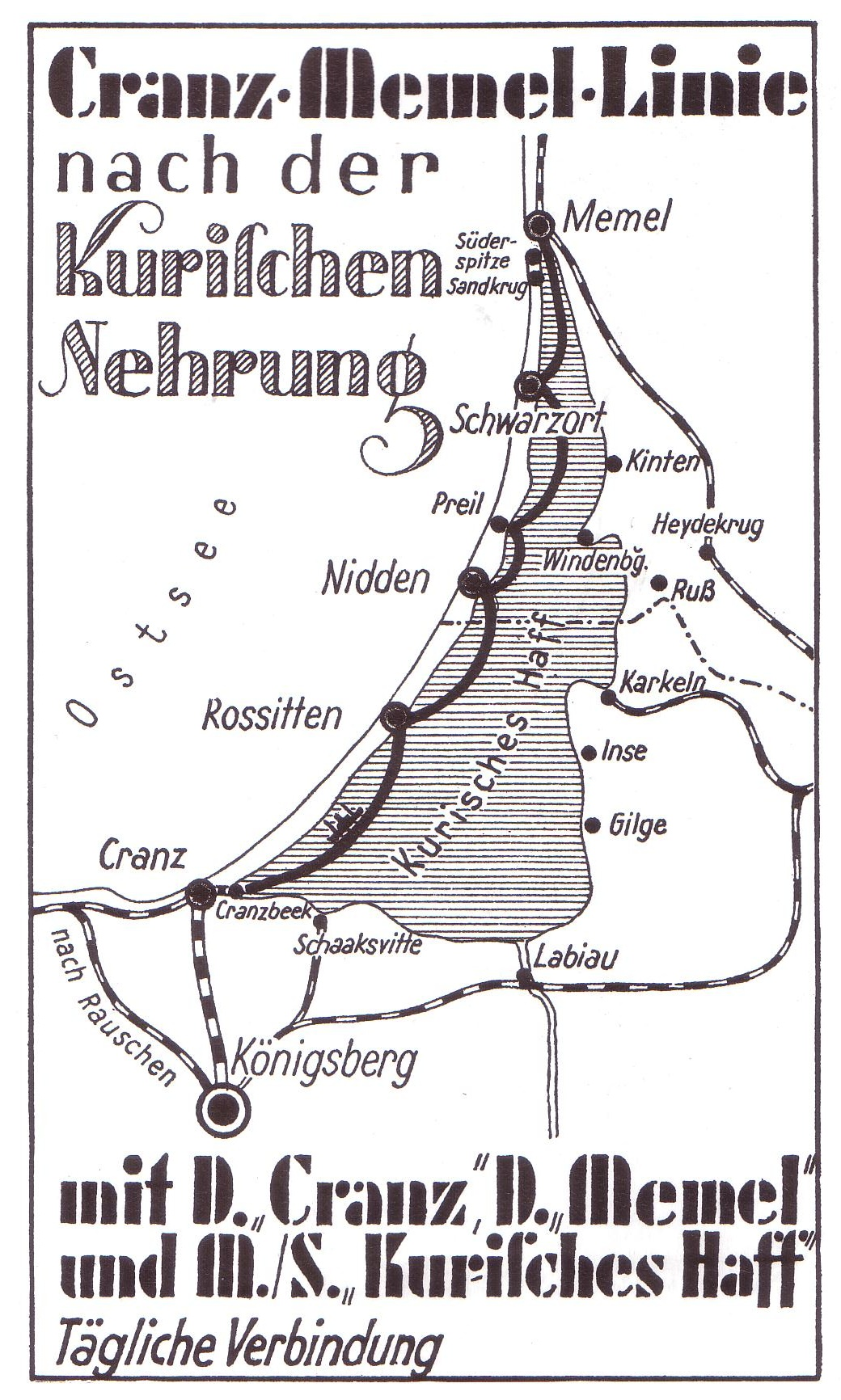
Cranz-Memel-Linie

Die Cranz-Memel-Linie war eine Linienschifffahrt auf dem Kurischen Haff.

## Bedeutung

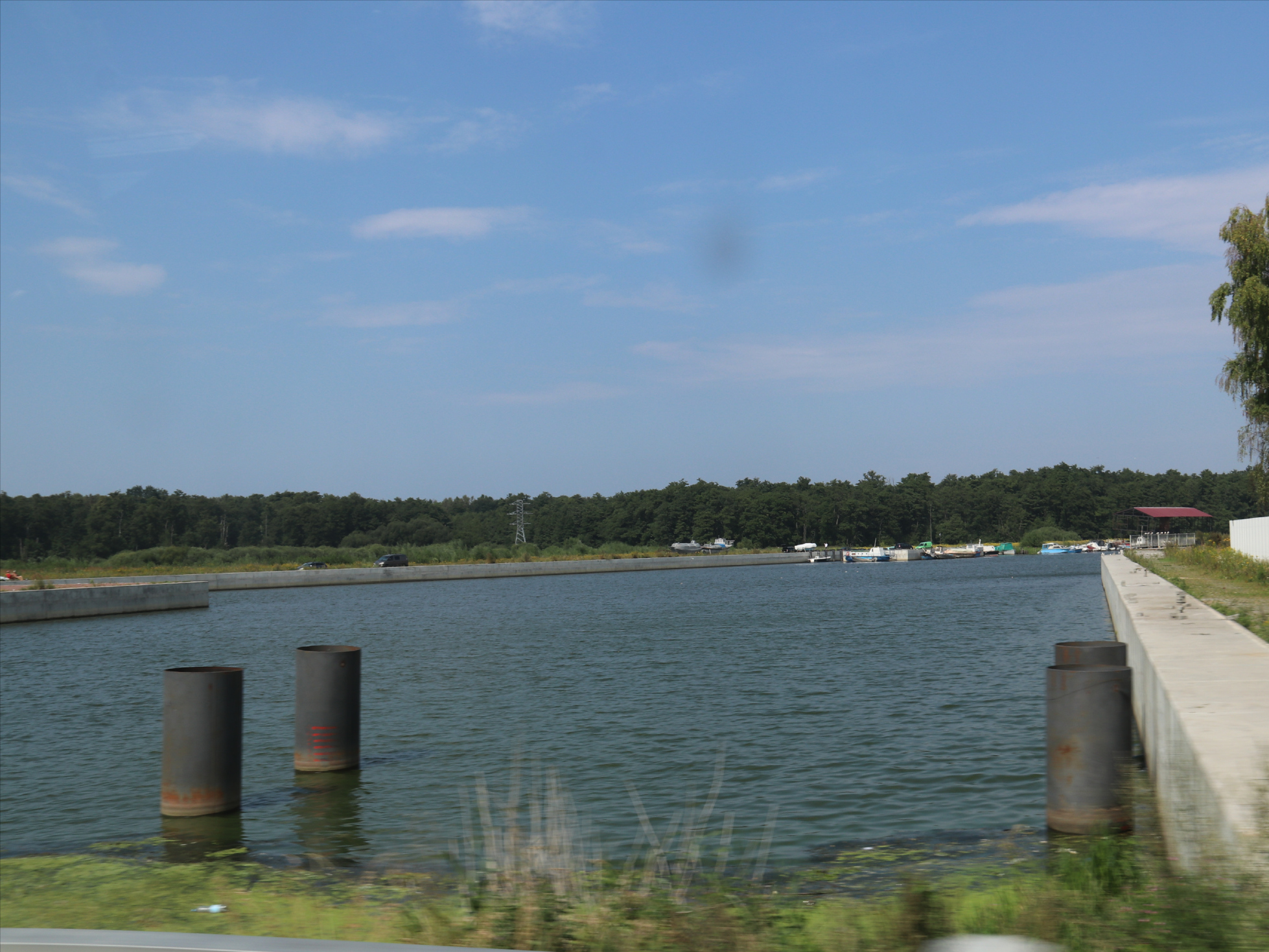
Hafenbecken Cranzbeek (2018), ehemals Anlegestelle der Linienschiffe

Fritz Neubacher betrieb seit 1914 in der Königsberger Koggenstraße 42 einen Großhandel mit Hanferzeugnissen. Er rief die Schifffahrtslinie Cranzbeek–Memel mit den Dampfern Cranz, Memel und Rossitten ins Leben. Sie verband die Dörfer und Seebäder auf der Kurischen Nehrung und fuhr täglich von Cranz über Rossitten, Nidden, Preil und Schwarzort nach Memel und zurück. Mit der Cranzer Bahn fuhren die Königsberger und viele andere Touristen zu Ausflügen in den Norden Ostpreußens. 1895 (oder 1900) wurde die 2 km lange Stichbahn an die Pier in Cranzbeek fertiggestellt. Noch im NS-Staat verkehrten die Dampfer Cranz, Memel und Rossitten.